# Niilonsaari
Niilonsaari är en ö i Finland. Den ligger i sjön Saarijärvi och i kommunen Ruokolax i den ekonomiska regionen  Imatra ekonomiska region  och landskapet Södra Karelen, i den sydöstra delen av landet, 250 km nordost om huvudstaden Helsingfors. Öns area är 2,5 hektar och dess största längd är 230 meter i sydöst-nordvästlig riktning.